# Винодельческое хозяйство

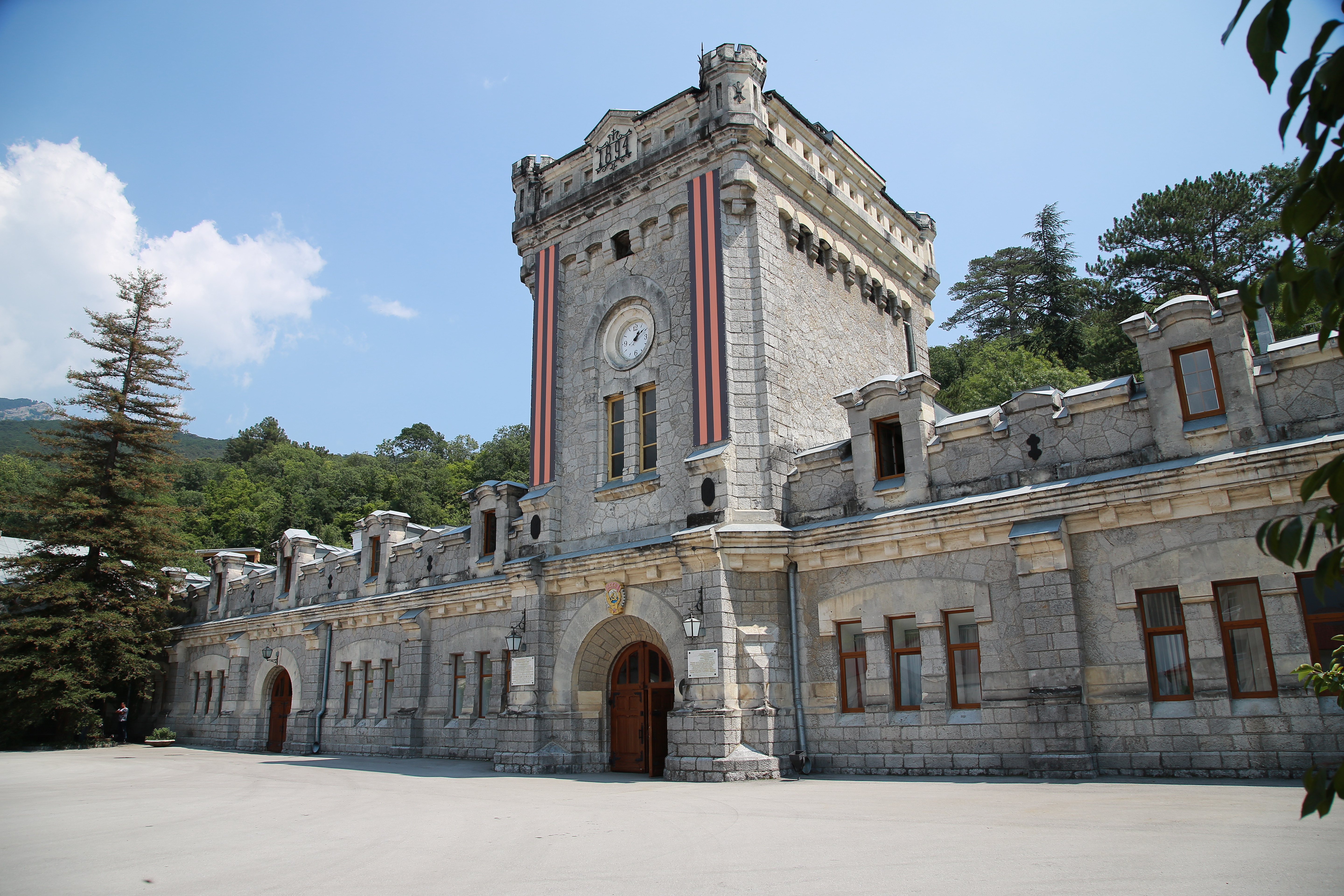
Историческое здание винзавода «Массандра» под Ялтой

Виноде́льческое хозя́йство, или виноде́льня, или ви́нный заво́д — хозяйство, производящее вино. В широком смысле винодельней может называться и крупный производитель вина, владеющий целой сетью винзаводов. Характерными элементами винодельни являются подземные подвалы для выдержки вина и специальная комната для его дегустации. Во Франции в названиях исторических винодельческих хозяйств с собственными виноградниками обычно используется слово «шато» (château). 

## Характеристики

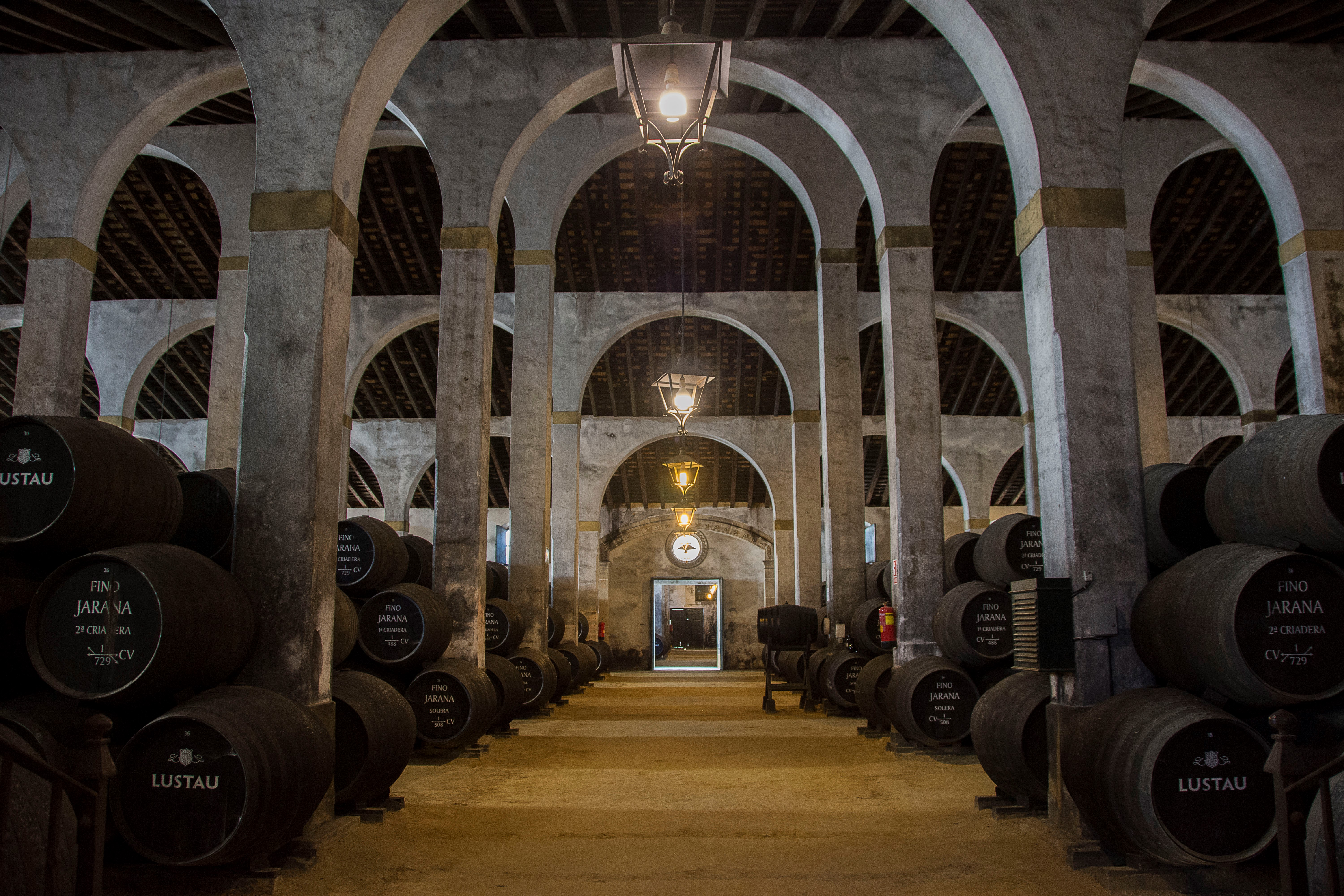
Хозяйство по производству хереса (Херес-де-ла-Фронтера, Испания)

Винные заводы, как правило, используют виноделов для производства различных вин из винограда в соответствии с технологией виноделия. Производственный процесс включает в себя брожение собранных плодов, а также смешивание и старение выжатого из них сока. Виноград может происходить с виноградников, принадлежащих винзаводу, или же закупаться на стороне. Более крупные винодельческие заводы часто имеют свои склады с большими ёмкостями для хранения вина («танки»), линии розлива, лаборатории.
Винные заводы необязательно расположены в непосредственной близости от виноградников, хотя чаще всего они создаются именно там, где выращивается сырьё для вина. Помимо винограда, вино получают из других плодов и растений (вина из одуванчика, яблочное вино, вино из клубники). Например, на Мауи есть ананасовый винзавод.
Живописно расположенные или исторические винодельни стремятся зарабатывать также винным туризмом, допуская посетителей в свои винные погреба и дегустационные залы, где они могут попробовать ви́на, прежде чем сделать покупку. Архитектура виноделен весьма разнообразна и во многих случаях заточена на то, чтобы привлечь таких туристов.

## Классификация производителей вина в США
Многие государства проводят различие между сельскохозяйственными винодельнями (которые занимаются не только виноделием, но и виноградарством) и коммерческими винными заводами (которые закупают виноград и (или) виноматериалы у сторонних лиц). Первым из них часто предоставляются преференции. 

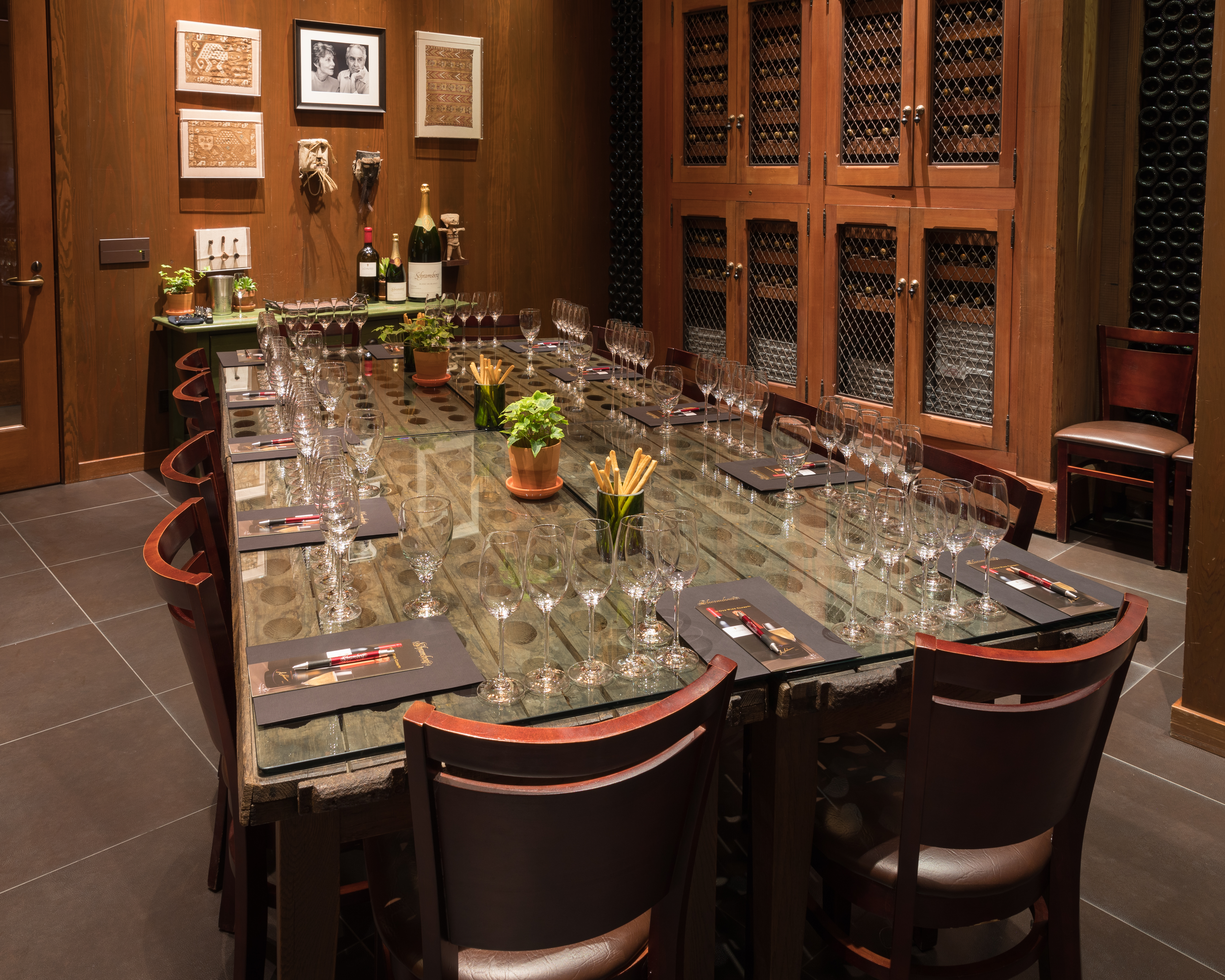
Дегустационная комната частной калифорнийской винодельни

В частности, многие штаты США в начале XXI века признали в качестве отдельного класса лицензируемые винзаводы-фермы (англ. farm winery), призванные производить и продавать вино на месте произрастания винограда. Особенность винофермы по американскому законодательству — то, что здесь производится как само вино, так и виноград, использованный для его производства. Винодельческие фермы, как правило, имеют меньшие масштабы, чем коммерческие заводы. Вместе с тем они в состоянии производить отличительные ви́на высокого качества. Винодельческие фермы как элемент агротуризма — выгодная маркетинговая стратегия для фермеров, которые иначе не смогли бы получить прибыль.
Вслед за успехом микропивоварен в США стали появляться также микровинодельни (англ. micro-winery), заточенные на производство маленького количества продукта, соответствующего вкусам местной публики. Такие малые предприятия обычно не имеют собственных виноградников, а виноград закупают на стороне. Отчасти пересекающуюся категорию составляют городские винодельни (англ. urban winery), расположенные в черте крупного города, часто вдалеке от места производства винограда. Посещение такого хозяйства позволяет горожанам ознакомиться с методами виноделия без утомительного выезда в сельскую местность (где обычно находятся винодельни).